# Albert G. Rutherford

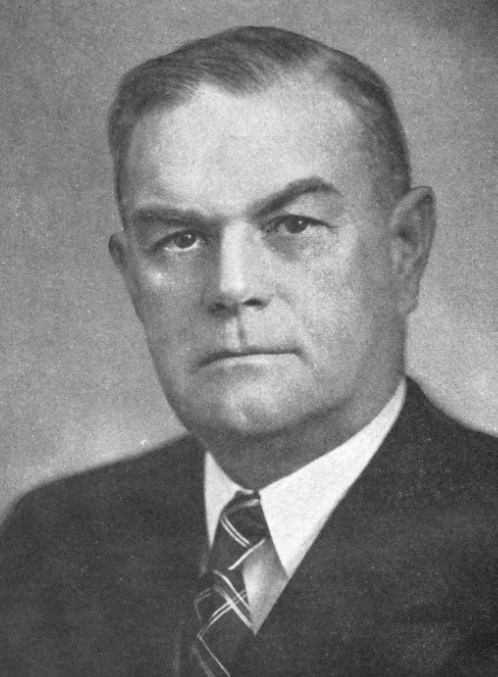
Albert G. Rutherford

Albert Greig Rutherford (* 3. Januar 1879 in Watford, Ontario, Kanada; † 10. August 1941 in Washington, D.C.) war ein US-amerikanischer Politiker. Zwischen 1937 und 1941 vertrat er den Bundesstaat Pennsylvania im US-Repräsentantenhaus.

## Werdegang
Im Jahr 1883 kam Albert Rutherford mit seinen Eltern aus seiner kanadischen Heimat nach Carbondale in Pennsylvania, wo er die öffentlichen Schulen besuchte. Danach absolvierte er die Blair Academy in New Jersey und das Scranton-Lackawanna Business College in Pennsylvania. Nach einem anschließenden Jurastudium an der University of Pennsylvania in Philadelphia und seiner 1904 erfolgten Zulassung als Rechtsanwalt begann er in Scranton in diesem Beruf zu arbeiten. Damals wurde er Mitglied der Demokratischen Partei. Seit 1904 gehörte Rutherford auch der Nationalgarde von Pennsylvania an, in der er bis 1918 bis zum Oberstleutnant aufstieg. 1918 verlegte er seinen Wohnsitz und seine Anwaltskanzlei nach Honesdale. Politisch wechselte er zwischenzeitlich zu den Republikanern.
Bei den Kongresswahlen des Jahres 1936 wurde Rutherford im 15. Wahlbezirk von Pennsylvania in das US-Repräsentantenhaus in Washington gewählt, wo er am 3. Januar 1937 die Nachfolge des Demokraten Charles E. Dietrich antrat. Nach zwei Wiederwahlen konnte er bis zu seinem Tod am 10. August 1941 im Kongress verbleiben. Während dieser Zeit wurden dort die letzten der New-Deal-Gesetze der Roosevelt-Regierung verabschiedet.
Albert Rutherford wurde in Honesdale beigesetzt.